# ナカムラケンタ
ナカムラ ケンタ（1979年 - ）は、日本の実業家。株式会社シゴトヒト代表。

## 来歴
1979年、東京都に生まれる。家庭は「転勤族」だったと述べている。明治大学建築学科を卒業。
不動産会社への就職を経て、2008年、生きるように働く人のための求人サイト「東京仕事百貨」（2012年より「日本仕事百貨」に名称変更）を開設した。2009年、株式会社シゴトヒトを設立する。
2013年、NPO法人グリーンズと共同で、クラウドファンディングによる資金によりリノベーションしたすし店を使った「リトルトーキョー」を東京都港区虎ノ門にオープンした。「リトルトーキョー」では「しごとバー」と題した仕事の話を聞くイベントを開催している。2016年、清澄白河に「リトルトーキョー」を移転。1階は、カフェと小さな本屋。2〜3階は「しごとバー」のイベント会場。4〜5階はシゴトヒトのオフィスとしてリノベーション。
2017年、簡単に映画の自主上映ができるサービス「popcorn（ポップコーン）」を開始。

## リトルトーキョー（清澄白河）
日本仕事百貨の取材で、いろいろな生き方・働き方の方々と会って、直接話ができる場所として、greenz.jp と虎ノ門にリトルトーキョーをオープン。2016年に清澄白河に移転。中核となるイベント『 しごとバー 』は、トークを一方的に聞く場ではなく、ゲストや参加者と会話もできる。1階がカフェ、2〜3階はイベントスペース、4〜5階は日本仕事百貨のオフィス。

## 著書
単著
- 『生きるように働く』（ミシマ社、2018年9月、ISBN 978-4909394132）

共著
- 『シゴトとヒトの間を考える』（シゴトヒト文庫） - 友廣裕一との共著
  - 01 シゴトヒトフォーラム2012（2012年8月、ISBN 978-4990659400）
  - 02 シゴトヒトフォーラム2013（2013年8月、ISBN 978-4990659417）
  - 03 シゴトヒトフォーラム2014（2016年1月、ISBN 978-4990659424）
- 『2025年の建築「新しいシゴト」』（日経BP、2014年12月、ISBN 978-4822274917） - 青木純、明石卓巳、いしまるあきこ、伊藤菜衣子、伊藤洋志、加藤渓一、木下斉、河野直、島崎賢史郎、嶋田洋平、島原万丈、馬場正尊、馬場未織、林厚見、迎川利夫との共著